# 西尾まう

西尾 まう（にしお まう、本名 西尾舞生、1986年3月3日 - ）は、日本のタレント、アイドル、女優。タロットアドバイザー。東京都生まれ、所属事務所はYuu Promotion。

## 略歴・人物
世界最年少８才で、ハリウッド・マジックキャッスルにて、天才少女プロマジシャンとしてデビュー。Mr.マリックの一番弟子としても活躍。
その後映画や舞台に出演し、アイドルグループ「スルースキルズ」のキャプテン(リーダー)を主としたアイドル活動を行っている。お笑いユニット「ショウガールズ」にも参加している。
2022年6月には“お笑い賞レース挑戦ユニット”として、野中美智子とコンビ「ショートガールズ」を組む。「キングオブコント」と「女芸人No.1決定戦 THE W」に出場。同年のTHE Wでは準決勝まで進出した。

## 活動

### アイドル
- スルースキルズ（リーダー、2023年1月19日-)
- メンテナンス（メンテナンスファミリー）
- まうかな（夏奈子とのユニット、休止中）

### お笑いユニット
- ショウガールズ

### テレビ
- 「美少女マジシャンMAUちゃんのWONDER LAND」(1995-96、キンキンのとことん好奇心、テレビ朝日)
- 「安全・安心な街づくり歌謡」(2014年1月-2015年1月、テレビ愛知)、MCアシスタント
- 「みんなのストレスいただきスルースキルズ」(2014年-2017年、KawaiianTV)
- 「アイドル NEW YEAR サミット2016」（2016年1月1日、フジテレビ）
- 「KAYO絆トレンディ」(2017年5月-12月、チバテレ)MC、ミニドラマ「フニーターズ」ピンク役
- 「金曜日の聞きたい女たち」(2017年、フジテレビ)再現ドラマ

### ラジオ
- 「立川志の輔 志の輔ラジオ 落語DEデート」(2014年5月25日、文化放送)
- 「MAU LISTEN TO THE EARTH」(2014年11月-2015年12月、文化放送)
- 「栗山夢衣の初体験ラジオ「ちょ〜ふあんです。」」(2013年-2019年、調布FM)
- 「甘い言葉で。。。」(2014年-2018年、調布FM)1部パーソナリティ
- 「文化放送ライオンズナイターSET UP!」(2016年5月、文化放送)

### CM
- 読売新聞社 ぴーぷる
- 読売新聞 香港
- 読売新聞 台湾
- 福島民友
- N3Y化粧品(2009年)
- 明治エッセルスーパーカップ(2009年、明治乳業)
- うにの丸秀(2011年)
- アパマンショップ(2015年)
- 大江戸温泉物語・浦安万華郷(2016年)
- 新車市場(2017年、カーベル)

### 映画
- 「KUDARIZAKA」(2011年、短編映画)
- 「HAPPY！メディアな人々。」(2012年)
- 「ビバ！Kappe(かっぺ)」(2012年、主演、全国公開)
- 「コワバナ 恐噺 放課後の怪談3」(2012年)
- 「コワバナ 恐噺 放課後の怪談4」(2013年)
- 「棘の中にある奇跡 〜笠間の栗の木下家〜」(2018年、主演、全国公開)
- 「透子のセカイ」（2020年）
- 「永遠の１分。」(2022年、全国公開)
- 「SOMEDAYS」(2023年、主演、全国公開)

### 舞台
ショウガールズとしての舞台活動は当該記事参照
- 「永遠の一秒（ある特攻隊員達の感動の物語）」(2010年、東京グローブ座)
- 「ファインドハント2」(2017年、新宿村LIVE)
- 「しまぁ～ん共和国 「刺すペンっす！」」(2017年、梅田 HEP・品川 六行会ホール)
- 「グリムド」(2017年、新宿シアターモリエール)
- 「ミラクリ」(2017年、THEATER BRATS)
- 「パイニーパイニー」(2018年、大塚ドリームシアター)
- 「幻を見た」(2019年、大塚ドリームシアター)
- 「ラストアンコール～死者の夜明け～」(2023年、銀座博品館劇場)沙矢役